# Lee Joseph Archambault
Lee Joseph Archambault (Oak Park, Illinois, 1960. augusztus 25. –) amerikai űrhajós, ezredes.

## Életpálya
1982-ben az University of Illinois keretében repülőgép- és űrhajózási technikából vizsgázott. 1984-ben ugyanitt megvédte diplomáját. 1986-ban kapott repülőgép vezetői jogosítványt. Szolgálati repülőgépe az F–111D, később átképezték az F–117A gépre. 1990-1991 között Szaúd-Arábiában teljesített szolgálatot. A Öbölháborúban 22 harci bevetésen vett részt. 1995-ben tesztpilóta kiképzésben részesült, az F–16 repülőgép különböző változatait, technikai rendszereit tesztelte. Több mint 4250 órát töltött a levegőben,  több mint 30 különböző repülőgépet vezetett, illetve tesztelt.
1998. június 4-től a Lyndon B. Johnson Űrközpontban részesült űrhajóskiképzésben. Kiképzett űrhajósként tagja volt az STS–111 és az STS–114 támogató (tanácsadó, problémamegoldó) csapatának. Két űrszolgálata alatt összesen 26 napot, 15 órát és 41 percet (639 óra) töltött a világűrben. Űrhajós pályafutását 2013. március 19-én fejezte be. 2013-tól a Sierra Nevada Corporation tesztpilótája lett. A NASA Commercial Crew Development programjának elsődleges űrjárműve a jövő emberes és pilóta nélküli teherszállító küldetéseknél a Nemzetközi Űrállomásra.

## Űrrepülések
- STS–117, a Atlantis űrrepülőgép 28. repülésének pilótája. Az űrhajósok négy űrséta során felszerelték az S3/S4 jelzésű napelemtáblákat az ISS-re. A szolgálati idő alatt folyamatosan küzdöttek a számítógépek egymás után bekövetkező hibáival. Harmadik űrszolgálata alatt összesen 13 napot, 20 órát és 11 percet (332 óra) töltött a világűrben. 9 280 000 kilométert (5 800 000 mérföldet) repült, 219 alkalommal kerülte meg a Földet.
- STS–119 a Discovery űrrepülőgép 36. repülésének parancsnoka. Az ISS űrállomásra szállították az utolsó S6 rácsos elemet, az utolsó két napelemszárny hordozóját. Ezzel a rácsszerkezet kiépítése befejeződött. Második űrrepülése alatt összesen 12 napot, 19 órát és 30 percet töltött a világűrben. 8 530 000 kilométert (5 300 000 mérföldet) repült, 202 alkalommal kerülte meg a Földet.